# 미성숙-성숙 이론
미성숙-성숙 이론은 아지리스가 공식조직이 구성원의 행태에 미치는 영향을 분석하여 제시한 조직이론이다.
공식조직은 조직 목표를 달성하기 위해, 과업을 전문적으로 세분화하고 명령체계에 따르도록 한다. 그리하여, 조직은 경직성을 가지게 되며 구성원의 불만을 발생하고 생산력 저하로 이어진다. 아지리스는, 이것이 곧 공식조직이 구성원의 미성숙 상태를 조장하고 있는 것이며, 경직성을 버리고 사기를 높이는 데 중점을 둠으로써, 구성원들을 성숙 상태로 변화시키는 새로운 관리 전략을 추구하여야 한다고 주장하였다.